# 球虫
球虫（学名：Sphaerozoum fuscum）为球虫科球虫属的动物。分布于太平洋、地中海、大西洋、印度洋，包括东海、海南岛等海域，常生活于表层。